# Горбачёво (Новгородская область)
Горбачёво — деревня в Окуловском муниципальном районе Новгородской области, относится к Котовскому сельскому поселению.

## География
Деревня Горбачёво расположена на реке Кренично бассейна реки Мсты, в 1,2 км к юго-западу от деревни Кренично, в 4 км к югу от административного центра сельского поселения — посёлка Котово, в 19 км к северо-востоку от административного центра муниципального района — города Окуловка.

## История
С начала XIX века до 1918 деревня Горбачёво была приписана к Заозёрской волости Крестецкого уезда, а в 1918—1927 Маловишерского уезда Новгородской губернии.
В 1908 в деревне Горбачёво была усадьба и 34 двора. В 65 домах проживало 173 человека. Имелась часовня.
Деревня Горбачёво относилась к Перетёнковскому сельсовету. В 2005 вошла в Котовское сельское поселение.

## Население
| 2010 |
| ---- |
| 10   |

## Транспорт
Ближайшие железнодорожные станции расположены в Котово и Кулотино.